# دايفيد فرنانديز (ممثل)
دايفيد فرنانديز (بالإسبانية: David Fernández Ortiz)‏ (و. 1970  م) هو ممثل، وممثل هزلي، ومغني، وفكاهي ‏ إسباني، ولد في إيغوالادا، برشلونة.

## وصلات خارجية
- دايفيد فرنانديز على موقع IMDb (الإنجليزية)
- دايفيد فرنانديز على موقع ديسكوغز (الإنجليزية)
- دايفيد فرنانديز على موقع قاعدة بيانات الفيلم (الإنجليزية)

- دايفيد فرنانديز في قاعدة بيانات الأفلام على الإنترنت